# Against All Odds 2010
Against All Odds 2010 è stata la sesta edizione del pay-per-view prodotto dalla Total Nonstop Action Wrestling (TNA). L'evento si è svolto il 14 febbraio 2010 nella IMPACT! Zone di Orlando, Florida.

## Risultati
Against All Odds 2010 è stato caratterizzato da un torneo ad otto uomini ("8 Card Stud Tournament" vinto da D'Angelo Dinero) e da solo una sfida per un titolo (il TNA World Heavyweight Championship) e di cui la vincita del torneo offriva la possibilità di sfidarne lo stesso il campione in carica al successivo Lockdown. 

In questa edizione non ci fu nessun incontro femminile.
| # | Risultati                                                                                                  | Stipulazioni | Durata |
| - | --- | --- | ------ |
| 1 | D'Angelo Dinero ha sconfitto Desmond Wolfe (con Chelsea)                                                   | Primo round dell'8 Card Stud Tournament                                                                                             | 07:39  |
| 2 | Matt Morgan ha sconfitto Hernandez                                                                         | Primo round dell'8 Card Stud Tournament                                                                                             | 08:50  |
| 3 | Mr. Anderson ha sconfitto Kurt Angle                                                                       | Primo round dell'8 Card Stud Tournament                                                                                             | 09:44  |
| 4 | Abyss ha sconfitto Mick Foley                                                                              | No disqualification match, primo round dell'8 Card Stud Tournament                                                                  | 07:40  |
| 5 | The Nasty Boys (Jerry Sags e Brian Yandrisovitz) hanno sconfitto il Team 3D (Brother Devon e (Brother Ray) | Tag team match | 10:39  |
| 6 | D'Angelo Dinero ha sconfitto Matt Morgan                                                                   | Semifinali dell'8 Card Stud Tournament                                                                                              | 08:20  |
| 7 | Mr. Anderson ha sconfitto Abyss                                                                            | Semifinali dell'8 Card Stud Tournament                                                                                              | 08:07  |
| 8 | A.J. Styles (c) (con Ric Flair) ha sconfitto Samoa Joe                                                     | No disqualification match per il titolo TNA World Heavyweight Championship con Eric Bischoff come arbitro speciale *                | 21:26  |
| 9 | D'Angelo Dinero ha sconfitto Mr. Anderson                                                                  | Finale dell'8 Card Stud Tournament                                                                                                  | 15:56  |
|   | (c) = campione in carica al momento dell'inizio del match                                                  | * = (Samoa Joe aveva usato la possibilità di sfidare il campione grazie all'opportunità trovata nella valigetta del Feast or Fired) |        |

### Struttura del torneo
|  | Quarti di finale | Quarti di finale | Quarti di finale |              |                 | Semifinali   | Semifinali | Semifinali |  |  | Finale | Finale          | Finale       |
|  |                  |                  |                  |              |                 |              |            |            |  |  |        |                 |              |
|  |                  | D'Angelo Dinero  | Schienamento     |              |                 |              |            |            |  |  |        |                 |              |
|  |                  | Desmand Wolfe    | 07:38            |              |                 |              |            |            |  |  |        |                 |              |
|  |                  | Desmand Wolfe    | 07:38            |              | D'Angelo Dinero | Schienamento |            |            |  |  |        |                 |              |
|  |                  |                  |                  |              | D'Angelo Dinero | Schienamento |            |            |  |  |        |                 |              |
|  |                  |                  | Matt Morgan      | 08:30        |                 |              |            |            |  |  |        |                 |              |
|  |                  | Hernandez        | Matt Morgan      | 08:30        | Schienamento    |              |            |            |  |  |        |                 |              |
|  |                  | Hernandez        |                  |              | Schienamento    |              |            |            |  |  |        |                 |              |
|  |                  | Matt Morgan      | 08:58            |              |                 |              |            |            |  |  |        |                 |              |
|  |                  |                  |                  |              |                 |              |            |            |  |  |        | D'Angelo Dinero | Schienamento |
|  |                  |                  |                  | Mr. Anderson | 15:45           |              |            |            |  |  |        |                 |              |
|  |                  | Kurt Angle       | Schienamento     |              |                 |              |            |            |  |  |        |                 |              |
|  |                  | Mr. Anderson     | 09:49            |              |                 |              |            |            |  |  |        |                 |              |
|  |                  | Mr. Anderson     | 09:49            |              | Mr. Anderson    | Schienamento |            |            |  |  |        |                 |              |
|  |                  |                  |                  |              | Mr. Anderson    | Schienamento |            |            |  |  |        |                 |              |
|  |                  |                  | Abyss            | 08:07        |                 |              |            |            |  |  |        |                 |              |
|  |                  | Mick Foley       | Abyss            | 08:07        | Schienamento    |              |            |            |  |  |        |                 |              |
|  |                  | Mick Foley       |                  |              | Schienamento    |              |            |            |  |  |        |                 |              |
|  |                  | Abyss            | 07:44            |              |                 |              |            |            |  |  |        |                 |              |